# Vetrna elektrarna Thanet
Vetrna elektrarna (ang. Thanet Wind Farm) je tretja največja morska (odobalna) vetrna elektrarna na svetu. Locirana je 11 kilometrov od obale Thaneta.
Inštalirana kapaciteta je 300 MW. Kapacitivnostni faktor je 36,5. Na leto proizvede 960 GWh.
Cena izgradnje je bila £780–900 milijonov ($1,2–1,4 milijard)